# 維利霍維里格 (克拉斯諾赫拉德區)
49°16′5″N 35°22′29″E / 49.26806°N 35.37472°E
維利霍維-里赫（烏克蘭語：Вільховий Ріг）是位於烏克蘭東部的村莊，由哈爾科夫州别列斯京区的納塔利內市鎮負責管轄。該村始建於1860年，面積1.2平方公里，海拔高度102米，2001年人口132，人口密度每平方公里109.9人。